# Maeve

Queen Maev, Illustration von Joseph Christian Leyendecker

Maeve  [meɪv] ist ein anglisierter irischer weiblicher Vorname mit der Bedeutung berauschend, mitreißend. Die altirische Namensform war Medb [mɛðv], mittelirisch Meḋḃ, frühneuirisch Meaḋḃ/Meadhbh. Die neu-irische Form des Namens ist Méabh [meːvˠ].
Stammmutter des Namens ist Medb, eine legendäre Kriegskönigin im vorchristlichen Irland des 1. Jahrhunderts und eine zentrale Figur der irischen Mythologie.
Varianten des Namens sind u. a. Mead und Meade.

## Namensträgerinnen

### Vorname
- Maeve Binchy (1939–2012), irische Schriftstellerin und Kolumnistin
- Maeve Brennan (1917–1993), irisch-US-amerikanische Journalistin und Schriftstellerin
- Méabh De Búrca (* 1988), irische Fußballspielerin
- Maeve Dermody (* 1985), australische Schauspielerin
- Maeve O’Brien-Kelly (* 1930), irische Autorin
- Maeve Kinkead (* 1946), US-amerikanische Schauspielerin
- Maeve Kyle (1928–2025), irisch-britische Sprinterin und Mittelstreckenläuferin
- Maeve Metelka (* 1998), österreichische Schauspielerin
- Maeve Quinlan (* 1964), irisch-US-amerikanische Schauspielerin
- Maeve Sherlock, Baroness Sherlock (* 1960), britische Politikerin der Labour Party
- Stella Maeve (Stella Maeve Johnston; * 1989), US-amerikanische Schauspielerin

### Kunstfiguren
- Maeve Wiley, Figur in Sex Education (2019–)
- Queen Maeve, Figur in The Boys (2019–)
- Maeve, Spielbarer Charakter aus dem Spiel Paladins[3]